# 舊沙遜宅邸
舊沙遜宅邸（日语：旧サッスーン邸），是一座位於日本兵库县神户市中央區北野町山本通的異人館。也是目前北野/山本地區所保存的傳統建築一部分。

## 沿革
舊沙遜宅邸建於1892年，最初作為陳氏先生的住所，其建築名稱則是原居住於此直至1985年的猶太裔敘利亞商人大衛·沙遜（David Sassoon，1910-1991）的名稱命名，因此俗稱「舊沙遜宅邸」。外觀是典型的西式殖民地風格，建築南側有一個大花園，內部裝飾具有木雕等優秀設計。
目前該建築並不對外開放，其禮拜堂和禮堂內設置的100坪草坪花園能夠預約，並作為婚禮場地使用。

## 建築概要
- 設計者 - 不詳
- 竣工 - 1892年
- 構造
  - 主屋・附屬建築 - 木造、為地上2層、巻結構、橫瓦屋面、外牆隔板、油彩、洋式屋架、飄窗、百葉窗雙懸窗、玻璃掛廊等結構構成
  - 醫藥門 - 木造、桟瓦葺
  - 塀 - 油漆

## 外部連結
- 神戸北野サッスーン邸 （页面存档备份，存于）